# Ludzkie zoo (film)
Ludzkie zoo – francuski film fabularny z 2009 roku, w reżyserii Rie Rasmussen.

## Opis fabuły
Do Marsylii dociera Adria Shala, młoda emigrantka z Kosowa, pochodząca z mieszanej rodziny serbsko-albańskiej. Próbuje żyć normalnie mimo traumatycznych przeżyć ze swojej przeszłości. W czasie wojny w Kosowie, w 1999 przed gwałtem ocalił ją serbski dezerter, Srdjan. Razem wyjechali do Belgradu, gdzie Srdjan został gangsterem i płatnym zabójcą. Adria nauczyła się zabijać podobnie, jak Srdjan. W Marsylii losy Adrii splatają się z inną emigrantką.

## Główne role
- Rie Rasmussen jako Adria Shala
- Nikola Djuricko jako Srdjan Vasilević
- Nick Corey jako Shawn Reagan
- Hiam Abbass jako Mina
- Saïd Amadis jako Mohammed
- Branislav Lecić jako Stojković
- Jean-Pierre Sanchez jako Omar
- Jelena Gavrilović jako Natasza
- Vladimir Posavec jako Dario
- Kushtrim Hoxha jako żołnierz UÇK